# Fernando Domínguez Reboiras
Fernando Domínguez Reboiras (Santiago de Compostel·la, 1943) és un teòleg, historiador i filòleg gallec, establert a Alemanya des de 1963. És membre del Raimundus Lullus Institut de la Universitat de Friburg de Brisgòvia i de Maioricensis Schola Lullistica.